# The Flying Saucer Conspiracy
The Flying Saucer Conspiracy là cuốn sách phi hư cấu xuất bản năm 1955 của nhà nghiên cứu UFO thời kỳ đầu Donald Keyhoe. Tác phẩm này đã thẳng thừng tố cáo các phần tử của chính phủ Mỹ tham gia vào âm mưu che đậy kiến thức về đĩa bay. Keyhoe khẳng định có sự tồn tại của một "nhóm im lặng" dàn dựng âm mưu này.
Nhà sử học văn hóa dân gian Curtis Peebles lập luận rằng: "The Flying Saucer Conspiracy nh dấu một sự thay đổi trong hệ thống niềm tin của Keyhoe. Đĩa bay không còn là chủ đề trọng tâm nữa; mà giờ đây thuộc về nhóm im lặng và sự che đậy của nhóm này. Trong hai thập kỷ tiếp theo, niềm tin của Keyhoe về điều này sẽ thống trị huyền thoại đĩa bay". Keyhoe lập luận rằng "Mỹ đã phát triển các giao thức đối phó với UFO và tích cực thực hiện các biện pháp nhằm bịt miệng những người chỉ trích che giấu sự tồn tại của sự sống ngoài Trái Đất". Keyhoe lan truyền những tuyên bố giật gân, cuối cùng xuất phát từ ảo ảnh quang học, về những cấu trúc khác thường trên Mặt Trăng.
The Flying Saucer Conspiracy bay cũng kết hợp truyền thuyết về những vụ mất tích ở Tam giác quỷ Bermuda.

## Nội dung

### Máy bay biến mất
Ngày 23 tháng 11 năm 1953, một máy bay chiến đấu F-89 đã cất cánh từ Sân bay Kimross để chặn một liên lạc radar không xác định.  Máy bay chiến đấu đã bị mất tích trên Hồ Superior, dẫn đến tin đồn vô căn cứ rằng một chiếc máy bay đã 'đâm vào đĩa bay'. Các nguồn tin quân sự cho rằng tổn thất này là hoàn toàn bình thường, lập luận rằng "họ gặp sự cố động cơ và bị rơi xuống hồ.  Trong cuốn sách của mình, Keyhoe cáo buộc rằng sự mất mát này đã được che đậy, viết rằng "Sau này tôi được biết nó đã xuất hiện trong ấn bản đầu tiên của tờ Chicago Tribune với tiêu đề 'Máy bay phản lực, hai người trên tàu, biến mất trên hồ Superior.' Vụ mất tích này đã bị xóa khỏi tất cả các ấn bản khác".
Ngày 5 tháng 12 năm 1945, năm Máy bay ném ngư lôi đã biến mất trong một nhiệm vụ huấn luyện trên mặt nước ở phía đông Trạm Không lực Hải quân Fort Lauderdale.   Việc mất năm chiếc máy bay sau này đã trở thành một phần của văn hóa dân gian về tam giác quỷ Bermuda. Cuốn sách của Keyhoe, không có bằng chứng, gợi ý bên lề rằng "những chiếc đĩa bay đã tóm lấy chúng đi rồi".

### Lệnh 'che đậy' UFO
Keyoes theo dõi câu chuyện chính khả nghi đã phát hiện ra hai mệnh lệnh của Không quân mà ông tin rằng đó là một sự che đậy. Trong Chương Một, "Blackout" (Mất điện), Keyhoe mô tả việc biết được các mệnh lệnh của Không quân mà theo Keyhoe là cấm các phi công quân sự báo cáo công khai về việc nhìn thấy UFO.
Chương Ba, "The Silence Group Strikes" (Nhóm im lặng ra tay),  Keyhoe thảo luận về việc 'vào tháng 8 năm 1952, cơ quan kiểm duyệt tạm thời mất kiểm soát như thế nào, sau khi các vụ trông thấy hàng loạt vào tháng 7 đã gây ra sự báo động rộng rãi." Keyhoe tuyên bố rằng "Theo một chính sách mới do Tướng Samford đề ra , tôi đã được mời đến Lầu Năm Góc và cung cấp những báo cáo khó hiểu nhất về UFO trong đống hồ sơ trường hợp của Tình báo Không quân chỉ ra rõ ràng câu trả lời liên hành tinh." Ngược lại, Keyhoe tuyên bố những người khác trong Lầu Năm Góc đã cố gắng kiểm duyệt những trường hợp đó.
Trong khi điều tra tuyên bố của Truax, Keyhoe được thông báo về một mệnh lệnh được xếp loại mật, Quy định Không quân số 200-2 ghi rằng tất cả các bằng chứng hữu hình phải được chuyển ngay đến ATIC (Trung tâm Tình báo Kỹ thuật Hàng không) tại Dayton. Lệnh được cho là cấm công khai các báo cáo về UFO, yêu cầu "chỉ những trò lừa bịp, trò đùa thực tế và báo cáo sai lệch về UFO mới được cung cấp cho báo chí".

### Một âm mưu nhân từ
Trong lời đề tựa, Keyhoe tố cáo rằng Không quân bắt đầu từ chối chia sẻ thông tin với công chúng vào tháng 12 năm 1953. 'Âm mưu' của Keyhoe không phải là một âm mưu nham hiểm, như ông giải thích: "Khi tiết lộ cơ chế kiểm duyệt này, tôi không công kích Không quân với tư cách là một thể thống nhất. Hầu hết các sĩ quan và quan chức mà tôi gặp chỉ đơn giản là tuân theo mệnh lệnh. Tôi cũng không gán động cơ phi yêu nước cho các thành viên 'nhóm im lặng', vốn là những người đưa ra các mệnh lệnh này. Chắc chắn họ được kích hoạt bởi một động cơ cao cả -- nhu cầu này như đã thấy chỉ nhằm bảo vệ công chúng khỏi sự cuồng loạn có thể xảy ra mà thôi..."

### Tìm kiếm vệ tinh và thế giới khác
Trong Chương Hai, "The First Clue" (Đầu mối), Keyhoe mô tả tin đồn về một 'căn cứ không gian' đang quay quanh quỹ đạo mà ông cho là đang bị che đậy. Chương Tám, "Satellite Search" (Tìm kiếm vệ tinh), thảo luận về Clyde Tombaugh và việc tìm kiếm các vệ tinh gần Trái Đất của ông.  Trong Chương Bốn, "Unknown Worlds" (Những thế giới chưa biết), Keyhoe phản ánh ước tính gần đây của một nhà thiên văn học rằng các hành tinh có người ở có thể lên đến hàng trăm triệu.
Trong Chương Năm, "Enigma on the Moon" (Bí ẩn trên Mặt Trăng), Keyhoe tuyên bố rằng phép phân tích quang phổ đã xác định được một cây cầu kim loại trên Mặt Trăng.  Keyhoe còn suy đoán về một căn cứ trên Mặt Trăng. Chương Chín, "Mystery on Mars" (Bí ẩn trên Sao Hỏa), xem xét những lời tường thuật rằng UFO có thể đến từ hành tinh đỏ. Keyhoe lập luận rằng "kể từ năm 1947, mỗi lần tiếp cận gần Sao Hỏa trong khoảng thời gian 26 tháng đã mang lại sự gia tăng đột ngột về số lần nhìn thấy đĩa bay".

### Lực đẩy trọng trường
Keyhoe gặp một nhà nghiên cứu UFO người Canada tên là Wilbert Smith với lập luận rằng "Những đĩa bay này có thể tạo ra trường hấp dẫn của riêng chúng -- nghĩa là chúng có thể vô hiệu hóa lực hấp dẫn của Trái Đất. Nếu điều này là đúng, thì các sinh vật sống trên phi thuyền có thể chịu được những khúc cua gấp và gia tốc nhanh. Thực ra, chúng sẽ không cảm thấy gì bất thường cả, vì lực đẩy những chiếc đĩa này có tác dụng đồng thời lên mọi vật thể và mọi sinh vật trên phi thuyền". In Trong Chương 17, "Oberth và Trường G", Keyhoe thảo luận về suy đoán về lực đẩy trọng trường của giáo sư Hermann Oberth.

### Tóc thiên thần
Chương 16, "Tóc của thiên thần", thảo luận về một tài liệu được cho là có liên quan đến đĩa bay.

## Phản ứng và di sản
Tờ New York Times đã gọi cuốn sách này "cuộc tấn công lặp đi lặp lại và thiếu thuyết phục vào kẻ thù lớn nhất của [Keyhoe], 'nhóm im lặng' của không quân". Tập san Library Journal công nhận cuốn sách này "kém tuyệt vời hơn so với những cuốn sách của các nhà văn khác trong lĩnh vực này" và "biến việc đọc trở nên hấp dẫn hơn". 
Năm 1958, nhà phân tâm học thần bí Carl Jung đã đề xuất sách của Keyhoe là những tác phẩm "dựa trên tài liệu chính thống và cẩn thận tránh suy đoán lung tung, ngây thơ hoặc định kiến của các ấn phẩm khác."
Năm 1961, Betty Hill đã đọc cuốn The Flying Saucer Conspiracy trong những ngày trước khi bà "nhớ lại" trải nghiệm tiếp xúc với UFO. Chồng bà là Barney Hill về sau đã trải qua quá trình thôi miên khiến ông trở thành người đầu tiên tuyên bố nhớ lại trải nghiệm bị bắt cóc.
Trong những thập kỷ sau đó, các thuyết âm mưu UFO do Keyhoe khởi xướng sẽ ngày càng trở nên đen tối và chống lại chính phủ trong tay những người khác. Nhà sử học Felix Harcourt đối chiếu 'âm mưu giữ im lặng' của Keyhoe với các thuyết âm mưu UFO sau này, ông nói:  "Điều thú vị về Keyhoe là anh ta nhận thấy cả một âm mưu của quân đội nhằm che đậy sự thật rằng Trái Đất đang bị các đĩa bay này viếng thăm, nhưng anh ta không đổ lỗi cho họ vì đã làm như vậy. Đối với Keyhoe, cái mà anh ấy gọi là 'nhóm im lặng ' đang hành động vì mong muốn bảo vệ an ninh quốc gia và mong muốn ngăn chặn sự cuồng loạn của công chúng. Và trong khi anh ta không đồng ý với quyết định đó, anh ấy coi đó là vấn đề bất đồng hợp lý. Anh ta không nhìn thấy những động cơ bất chính trong công việc... Và đó là một ý tưởng làm thay đổi đáng kể trong thập niên 60 và đặc biệt là từ thập niên 70 sang thập niên 80".